# Steintorfriedhöfe

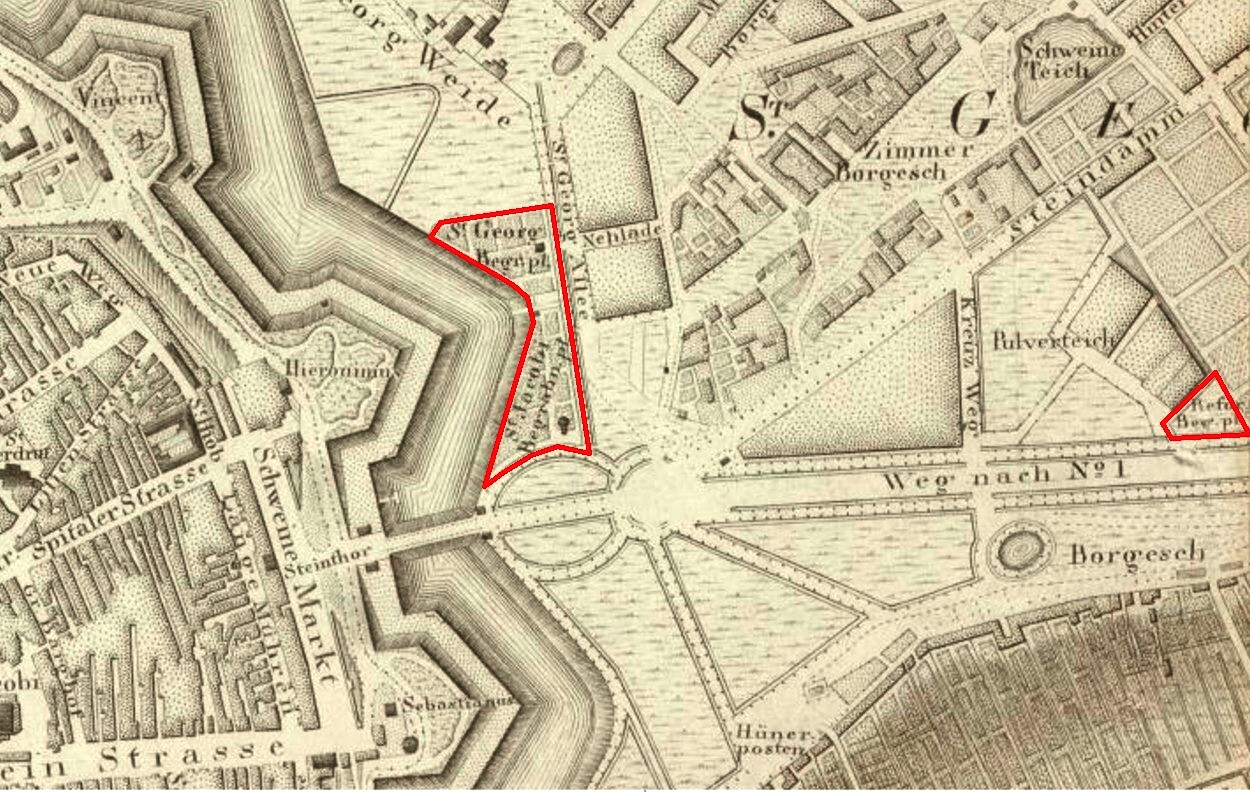
Die Hamburger Steintorfriedhöfe im Jahre 1810, am rechten Bildrand der „Reformierte Begräbnisplatz“ am Pulverteich

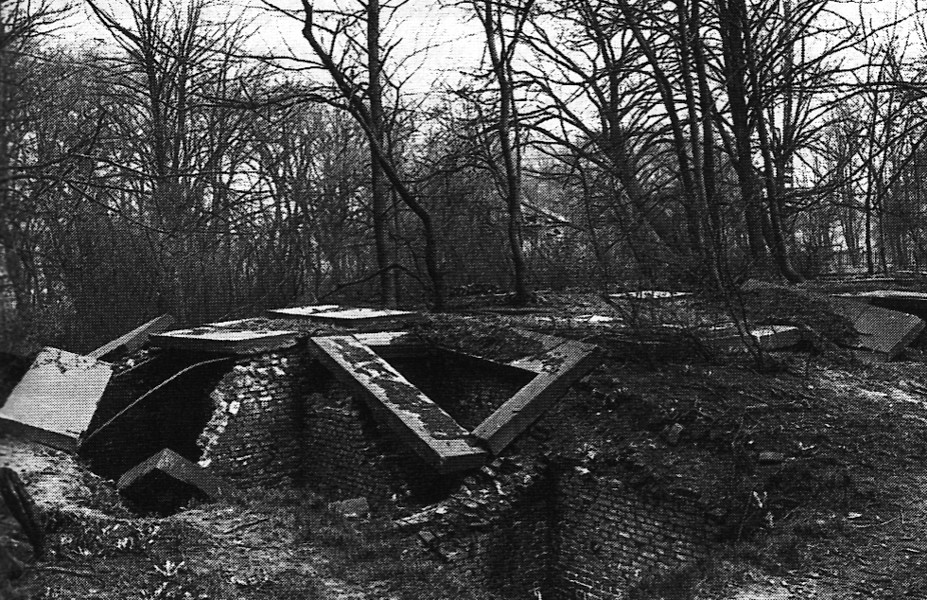
St.-Jacobi-Friedhof vor dem Steintor während der Räumung 1899

Als Steintorfriedhöfe wurden in Hamburg die östlich vor dem Steintor und somit außerhalb der engeren Stadtbefestigung gelegenen Begräbnisplätze bezeichnet. Sie wurden – wie die Dammtorfriedhöfe – an der Wende vom 18. zum 19. Jahrhundert angelegt und mussten 100 Jahre später dem Bau des Hamburger Hauptbahnhofes weichen.

## Geschichte
Grund für die Anlage der neuen Begräbnisplätze war die Überfüllung und daraus folgende hygienische Missstände auf den innerstädtischen Kirchhöfen. Seit den 1770er Jahren gab es daher verschiedene Vorstöße, die Grabstätten nach außerhalb der Stadtmauern zu verlegen. Hinzu kam, dass die Hamburger Oberschicht im Zuge der romantischen Naturverehrung verstärkt dazu überging, sich auf landschaftlich reizvollen Dorffriedhöfen in der näheren Umgebung (vor allem in Hamm, Niendorf und Nienstedten) beerdigen zu lassen, wodurch den Hamburger Stadtkirchen bedeutende Einnahmen entgingen. Durch ihre parkähnliche Anlage dienten diese Friedhöfe zugleich als Vorbild für die neuen Begräbnisplätze.
Als erste der Hamburger Hauptkirchen wies daher St. Jacobi im Jahre 1793 ein zuvor bereits als Pest- und Armenfriedhof genutztes Gelände vor dem Steintor als neuen Begräbnisplatz aus. Während die übrigen Hauptkirchen ihre Friedhöfe vor dem Dammtor anlegten, folgte vor dem Steintor 1803 ein weiterer Begräbnisplatz der St. Georger Vorortgemeinde. Ebenfalls vor dem Steintor, aber etwas weiter abseits an der „Großen Allee“ (heute Adenauerallee) befand sich anfangs auch ein gemeinsamer Friedhof der reformierten Gemeinden Hamburgs, der aber 1825 vor das Dammtor verlegt wurde.
Mitte des 19. Jahrhunderts erwiesen sich die neuen Friedhöfe jedoch bereits als zu klein für die rasch anwachsende Stadtbevölkerung. Daher wurden die Bestattungen auf beiden Friedhöfen wieder eingeschränkt, nachdem bereits 1848 ein neuer St. Jacobi-Friedhof auf dem Peterskamp in Eilbek (der heutige Jacobipark) eingeweiht worden war. Nach der Eröffnung des Ohlsdorfer Zentralfriedhofes 1877 wurden die Steintorfriedhöfe endgültig geschlossen und das Gelände an die Freie und Hansestadt Hamburg verkauft. Nach Ablauf der 20-jährigen Ruhefrist wurde das Gelände Ende der 1890er Jahre schließlich für den Bau des Hamburger Hauptbahnhofes geräumt. Während die erhaltenen Gebeine zumeist kremiert wurden, erhielten zahlreiche Grabsteine einen neuen musealen Standort in Ohlsdorf.

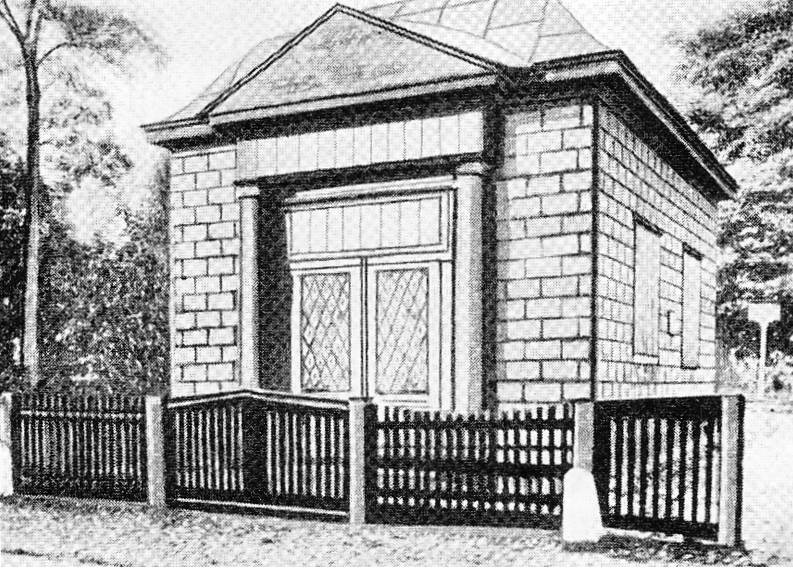
Begräbniskapelle von St. Georg, Foto vor 1900
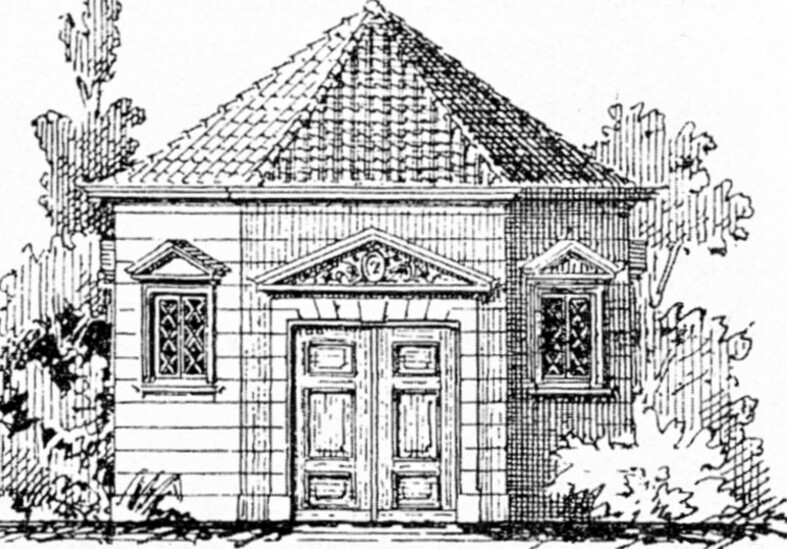
Begräbniskapelle von St. Jacobi, Zeichnung von Julius Faulwasser
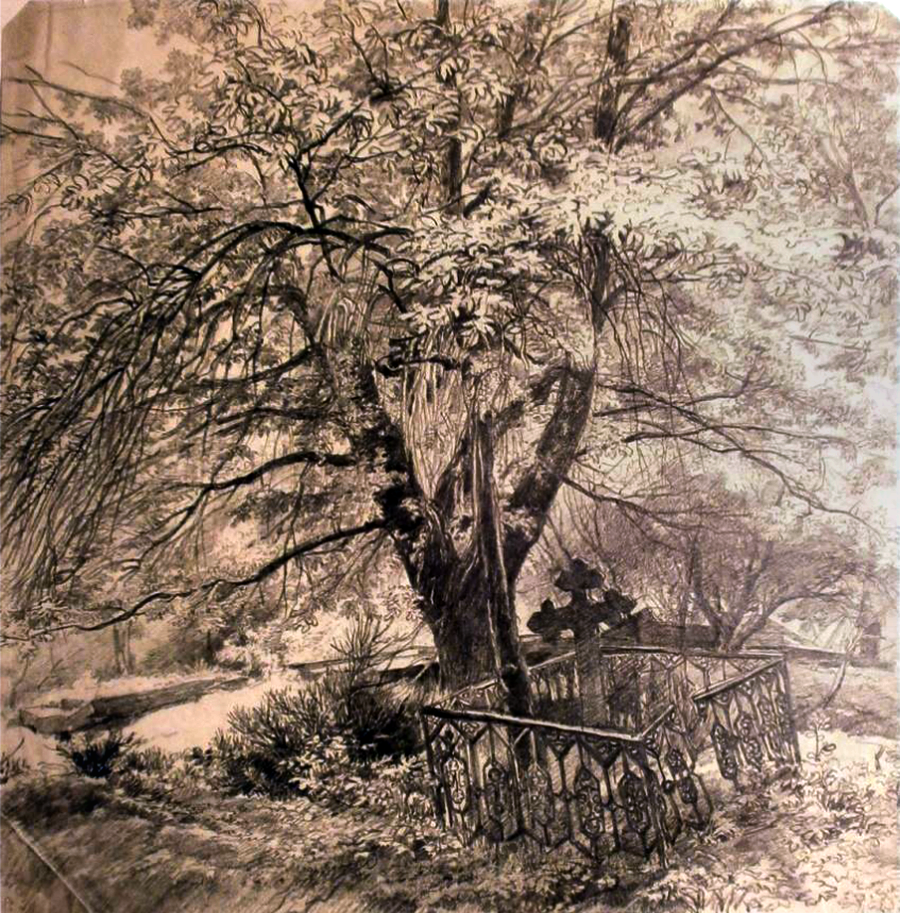
Auf dem Jacobifriedhof, Zeichnung von Ebba Tesdorpf um 1885
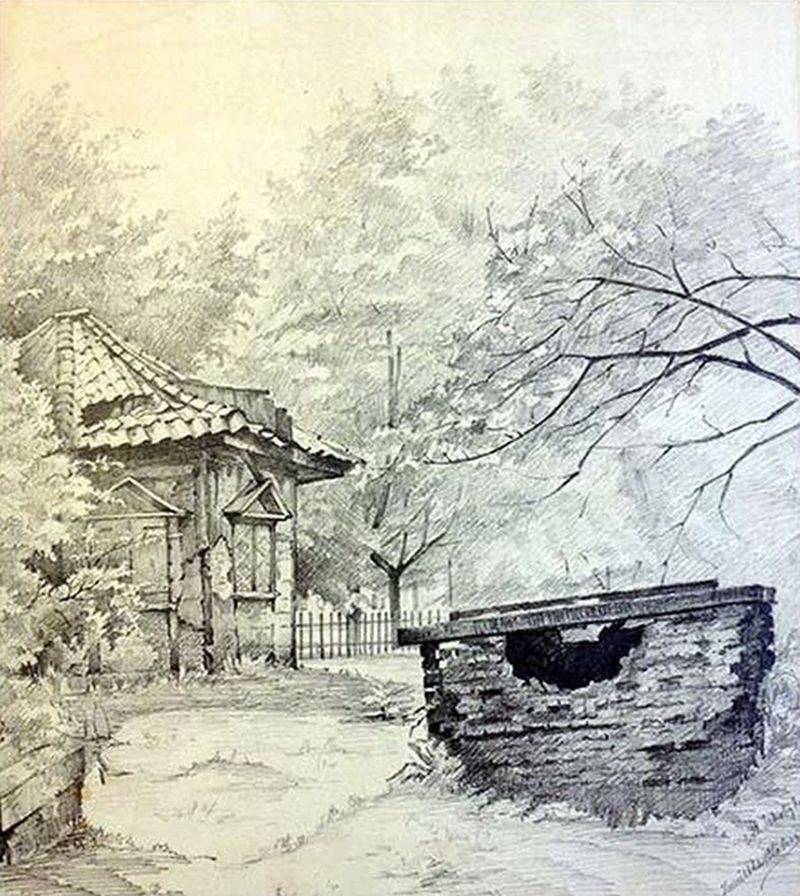
Jacobifriedhof, Zeichnung von Henriette Hahn-Brinckmann, 1891
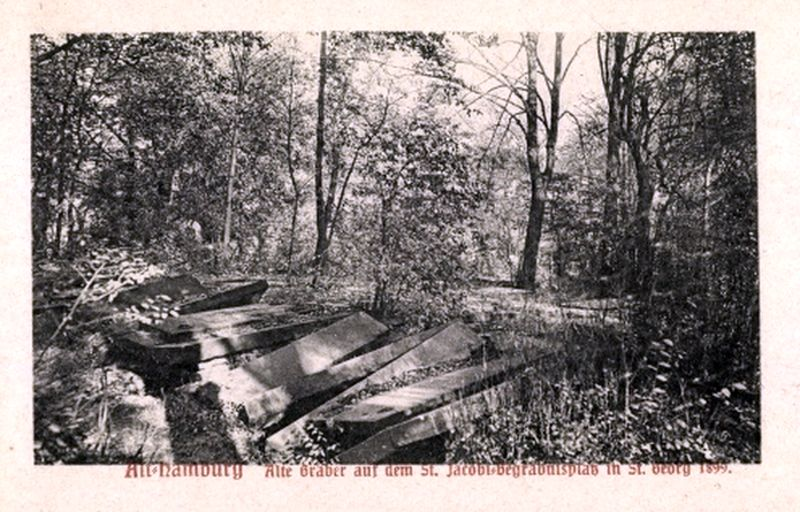
Alte Gräber auf dem St. Jacobi-Friedhof, Postkarte um 1899